# Биласпур
Биласпур је град у Индији у држави Чатисгар. Према незваничним резултатима пописа 2011. у граду је живело 330.106 становника.

## Становништво
Према незваничним резултатима пописа, у граду је 2011. живело 330.106 становника.
| 1991.   | 2001.   | 2011.   |
| ------- | ------- | ------- |
| 221.442 | 274.917 | 330.106 |